# İlyas Kahraman
İlyas Kahraman (* 31. Mai 1976 in Istanbul) ist ein türkischer Fußballtrainer und ehemaliger -spieler.

## Karriere

### Verein
Kahraman kam als Sohn von Auswanderern aus der türkischen Schwarzmeerprovinz Trabzon in Istanbul auf die Welt. Mit zwölf Jahren nahm er an einem Jugend-Probetraining von Galatasaray Istanbul teil und wurde anschließend vom Verein aufgenommen. Hier fiel er in der Saison 1993/94 bereits Karl-Heinz Feldkamp auf, der dann Kahraman phasenweise am Training der Profis teilnehmen ließ. In der Rückrunde der Spielzeit 1994/95 wurde Kahraman dann vom Cheftrainer Reinhard Saftig in den Profi-Kader aufgenommen und kam bis zum Saisonende in zwei Ligaspielen zum Einsatz. Daraufhin erhielt er einen Profivertrag und war fortan ein fester Bestandteil der Mannschaft. Unter dem neuen Trainer Graeme Souness etablierte sich Kahraman innerhalb der Mannschaft und kam bei den meisten Spielen zu Einsätzen. Besonders auffallend war er im Rückspiel des Pokalfinales gegen den Erzrivalen Fenerbahçe Istanbul. Im Türkischen Fußballpokal 1995/96, dessen Endspiel im Nachhinein wegen der Ereignisse nach Spielablauf zu einem der bekanntesten Spiele des Interkontinentalen Derbys wurde, gelang ihm die Vorarbeit zum 1:1-Ausgleichstreffer, welchen der walisische Stürmer Dean Saunders erzielte. Da Galatasaray das Hinspiel bereits mit 1:0 gewinnen konnte, wurde man Pokalsieger. Kahraman erhielt als damals 20-jähriger großes Lob.
Zur nächsten Saison wurde der türkische Nationaltrainer Fatih Terim bei Galatasaray als neuer Cheftrainer vorgestellt. Unter diesem Trainer bekam Kahraman weniger Spieleinsätze, wurde aber einer der Hauptakteure in einem der legendärsten Spiele der türkischen Fußballgeschichte. In der Pokalbegegnung zwischen Gençlerbirligi Ankara und Galatasaray Istanbul endete die reguläre Spielzeit 1:1. Nachdem sich das Resultat auch in der Verlängerung nicht änderte, wurde die Begegnung per Elfmeterschießen entschieden. Dieses Elfmeterschießen entwickelte sich zu einem der längsten der Fußballgeschichte. Hier gelang es lange Zeit, allen Elfmeterschützen zu treffen und keinem der beiden Torhüter, Kubilay Aydın von Gençlerbirligi und Hayrettin Demirbaş von Galatasaray, einen Elfmeter zu halten. So entwickelte sich das Elfmeterschießen bis zu einem 16:16. Anschließend trat Kahraman zum 17. Elfmeter für sein Team an und verschoss. Nachdem anschließend Osman Coşkun für Gençlerbirligi verwandelte, schied Galatasaray aus. Dadurch wurde Kahraman zusammen mit den beiden Torhütern als einer der drei großen Verlierer von der Fachpresse bewertet. Zum Saisonende wurde Kahraman mit seinem Team türkischer Meister und türkischer Supercup-Sieger.
Zur Saison 1997/98 wechselte Kahraman zusammen mit seinem Teamkollegen Alp Küçükvardar zum Liga-Konkurrenten Gaziantepspor. Hier etablierte er sich auf Anhieb in der Stammformation. Sein Team kämpfte zum Saisonende gegen den Abstieg und konnte diesen schließlich abwenden. In der nächsten Saison genoss er das Vertrauen des neuen Cheftrainers Hüseyin Kalpar und spielte in nahezu allen Ligaspielen mit. Sein Team beendete die Saison auf dem 7. Tabellenplatz. In der Saison 1999/2000 verließ Kalpar nach zwei Spieltagen Gaziantepspor und wurde durch Sakıp Özberk ersetzt. Unter diesem neuen Trainer verlor Kahraman zwar seinen Stammplatz, absolvierte jedoch bis zum Saisonende 14 Ligaspiele. Sein Team beendete die Saison als Tabellendritter, erreichte die beste Platzierung der Vereinsgeschichte und qualifizierte sich so für den UEFA-Pokal. In der neuen Saison übernahm Erdoğan Arıca das Traineramt bei Gaziantepspor. Unter diesem Trainer kam Kahraman nur zu sporadischen Einsätzen und wurde von ihm auf die Verkaufsliste gesetzt.
So wechselte Kahraman im November 2000 innerhalb der Liga zum Aufsteiger Yimpaş Yozgatspor und arbeitete hier wieder mit seinem alten Trainer Hüseyin Kalpar zusammen. Die Saison beendete man auf dem 7. Tabellenplatz und erreichte so die beste Platzierung der Vereinshistorie. Kahraman absolvierte dabei alle Spiele seines Teams. In der nächsten Saison hatte er im Oktober einen positiven Dopingtest und wurde für sechs Monate gesperrt. Nachdem Kalpar Yozgatspor verlassen hatte, wechselte Kahraman zur Winterpause zum Ligakonkurrenten Denizlispor. Der Wechsel zu diesem Verein kam zustande, weil dort sein ehemaliger Trainer Sakıp Özberk arbeitete, jedoch wurde dieser drei Spieltage nach Kahramans Verpflichtung durch Rıza Çalımbay ersetzt. Kahraman genoss aber auch die Unterstützung dieses Trainers und hatte einen Stammplatz. Mit Denizlispor beendete Kahraman die Saison 2001/02 auf dem 5. Tabellenplatz und qualifizierte sich somit für den UEFA-Pokal der Saison 2002/03. Hier setzte man sich in der 1. Runde gegen den französischen Vertreter FC Lorient durch. In den nächsten Runden bezwang man überraschend Sparta Prag und Olympique Lyon und traf im Achtelfinale auf den späteren UEFA-Cup-Gewinner FC Porto. Gegen die vom damals eher unbekannten José Mourinho betreuten Portugiesen verlor man das Hinspiel in Porto mit 1:6. Im Rückspiel vor heimischer Kulisse erreichte man ein beachtliches 2:2, schied damit allerdings aus. Kahraman spielte in allen acht Spielen der UEFA-Cup-Saison und hatte so an der Achtelfinalteilnahme seines Vereins, was auch gleichzeitig das beste Abschneiden der Vereinsgeschichte war, Anteil. In der Liga verpasste man mit dem erreichten 10. Tabellenplatz eine erneute Teilnahme am europäischen Wettbewerb. Wenige Tage vor Saisonende verließ Çalımbay Denizlispor und wurde durch Giray Bulak abgelöst. Unter diesem Trainer verlor Kahraman seinen Stammplatz, kam aber dennoch als Ergänzungsspieler zu regelmäßigen Einsätzen.
Nachdem Kahraman die Hinrunde 2003/04 bei Denizlispor verbracht hatte, wechselte er zur Rückrunde zum Ligakonkurrenten Malatyaspor. Hier genoss er von Anfang an das Vertrauen seines Trainers Mehmet Özdilek und etablierte sich schnell als Leistungsträger. Nachdem Malatyaspor mit Schwierigkeiten in die nächste Saison gestartet war, verließen viele Spieler zur Rückrunde den Verein. So wechselte auch Kahraman zum Zweitligisten Bursaspor. Diesen Verein verließ er zum Saisonende und heuerte beim Erstligisten Diyarbakirspor an. Hier gehörte er zwar über die gesamte Saison zur Startelf, jedoch verließ er nach verpasstem Klassenerhalt den Verein.
Nach diesem Abschied spielte er eine Spielzeit für Antalyaspor und wechselte dann zu İstanbul Büyükşehir Belediyespor. Nach eineinhalb Spielzeiten für diesen Verein heuerte er beim Zweitligisten Boluspor an. Mit diesem Verein beendete er die Saison als Tabellendritter und qualifizierte sich somit für das Playoff der TFF 1. Lig, in der der dritte und letzte Aufsteiger ermittelt wurde. Nachdem man auch hier den Aufstieg verpasst hatte, wechselte Kahraman innerhalb der Liga zu Adanaspor. Auch mit diesem Verein beendete Kahraman die Saison auf dem 3. Tabellenplatz und verpasste erst in den Playoffs den Aufstieg in die Süper Lig.
Zum Sommer 2009 wechselte er zum Drittligisten Eyüpspor und spielte hier eineinhalb Spielzeiten, ehe er zum Winter 2011 seine aktive Fußballspielerlaufbahn beendete.

### Nationalmannschaft
Kahraman spielte während seiner Zeit in der Jugend von Galatasaray Istanbul einmal für die türkische U-16-Nationalmannschaft.

## Trainerkarriere
Kahraman beendete beim Drittligisten Eyüpspor vorzeitig seine Karriere, nachdem er die Möglichkeit erhalten hatte, den Verein als Cheftrainer zu betreuen. Nach enttäuschenden Resultaten verließ er aber nach wenigen Spieltagen den Verein. Im Sommer 2012 begann er beim Erstligisten Kasımpaşa Istanbul als Nachwuchstrainer zu arbeiten.

## Erfolge

### Als Spieler
- Mit Galatasaray Istanbul
  - Türkischer Meister: 1996/97
  - Türkischer Pokalsieger: 1995/96
  - Türkischer Supercup (2): 1995/96, 1996/97
  - Premierminister-Pokal: 1994/95
- Mit Gaziantepspor
  - Tabellendritter der Süper Lig: 1999/2000
- Mit Denizlispor
  - Achtelfinalist im UEFA-Pokal: 2002/03